# Estación Lomas de Vallejos
Lomas de Vallejos es una estación de ferrocarril ubicada en la localidad Homónima, en el Departamento General Paz en la Provincia de Corrientes, República Argentina. 

## Servicios
Se encuentra Precedida por el Apeadero Cerrudo Cué y le sigue la Estación Cerrito, en el ramal a Mburucuyá y el Apeadero Loma Alta, en el ramal a Estación General Paz.